# Club 1º de Marzo
El Club 1° de Marzo es un club de fútbol de Paraguay situado en la ciudad de Fernando de la Mora del Departamento Central.
Fue fundado el 1 de marzo de 1963 y milita en la Primera División C, cuarta categoría del fútbol paraguayo.

## Historia
Desde antes de la creación de la Cuarta División (en 1997) el club estuvo participando en la Segunda de Ascenso, entonces la Tercera División.
Fue campeón de la Primera División C en el 2005 y con eso consiguió el ascenso a la Tercera División, en la cual estuvo jugando por siete años seguidos.
Retorna a la última división luego de perder la serie por la permanencia ante el 12 de Octubre SD, club novel en la Tercera División con el cual empató en el último lugar del campeonato 2012.
En la temporada 2014, tras una mala campaña en la que solo pudo ganar un partido, terminó en el último lugar de la tabla general, por lo que fue desprogramado para la temporada siguiente.
Para la temporada 2016 el club regresó a competir en la última división del fútbol paraguayo. Y los actos inaugurales del campeonato se realizaron precisamente en su estadio. Logró pasar la primera fase del campeonato, llegando a ocupar el quinto puesto, pero en la siguiente fase no pudo lograr la clasificación al cuadrangular final.

## Datos del club
- Temporadas desprogramado: 1 (2015)
- Participaciones en Copa Paraguay: 5 (2018, 2019, 2022, 2023, 2024)

## Palmarés

### Torneos Nacionales
- Cuarta División (1): 2005